# Jennifer Capriatiová
Jennifer Capriatiová, nepřechýleně Jennifer Capriati (* 29. března 1976, New York, USA) je bývalá americká profesionální tenistka a bývalá světová jednička žebříčku WTA. V mládí patřila mezi velké naděje světového tenisu, v roce 1990 se ve čtrnácti letech stala nejmladší hráčkou, která hrála semifinále turnaje French Open. V šestnácti vyhrála dvouhru na olympijských hrách v Barceloně. Svůj talent ale zcela nevyužila, brzy po úspěchu na olympiádě propadla alkoholu a drogám. Po osobní krizi a více než ročním výpadku v letech 1994–95 se vrátila na kurty a okolo roku 2000 se opět načas dostala mezi absolutní špičku.

## Statistiky

### Finálové účasti na turnajích WTA (35)

#### Dvouhra - výhry (14)
| Č.  | Datum            | Turnaj                     | Povrch  | Soupeřka ve finále   | Výsledek        |
| 1.  | 28. říjen 1990   | San Juan, Portoriko        | tvrdý   | Zina Garrisonová     | 5-7, 6-4, 6-2   |
| 2.  | 4. srpen 1991    | San Diego, USA             | tvrdý   | Monika Selešová      | 4-6, 6-1, 7-62  |
| 3.  | 11. srpen 1991   | Toronto, Kanada            | tvrdý   | Katerina Malejevová  | 6-2, 6-3        |
| 4.  | 9. srpen 1992    | Barcelona, Španělsko       | antuka  | Steffi Grafová       | 3-6, 6-3, 6-4   |
| 5.  | 30. srpen 1992   | San Diego, USA             | tvrdý   | Conchita Martínezová | 6-3, 6-2        |
| 6.  | 17. leden 1993   | Sydney, Austrálie          | tvrdý   | Anke Huberová        | 6-1, 6-4        |
| 7.  | 23. květen 1999  | Štrasburk, Francie         | antuka  | Jelena Lichovcevová  | 6-1, 6-3        |
| 8.  | 7. listopad 1999 | Quebec, Kanada             | tvrdý   | Chanda Rubinová      | 4-6, 6-1, 6-2   |
| 9.  | 1. říjen 2000    | Lucemburk, Lucembursko     | koberec | Magdalena Malejevová | 4-6, 6-1, 6-4   |
| 10. | 28. leden 2001   | Australian Open, Austrálie | tvrdý   | Martina Hingisová    | 6-4, 6-3        |
| 11. | 22. duben 2001   | Charleston, USA            | antuka  | Martina Hingisová    | 6-0, 4-6, 6-4   |
| 12. | 10. červen 2001  | French Open, Francie       | antuka  | Kim Clijstersová     | 1-6, 6-4, 12-10 |
| 13. | 27. leden 2002   | Australian Open, Austrálie | tvrdý   | Martina Hingisová    | 4-6, 7-67, 6-2  |
| 14. | 23. srpen 2003   | New Haven, USA             | tvrdý   | Lindsay Davenportová | 6-2, 4-0 skreč. |

#### Dvouhra - prohry (17)
| Č.  | Datum             | Turnaj             | Povrch  | Soupeřka ve finále   | Výsledek       |
| 1.  | 11. březen 1990   | Boca Raton, USA    | tvrdý   | Gabriela Sabatiniová | 6-4, 7-5       |
| 2.  | 8. duben 1990     | Hilton Head, USA   | antuka  | Martina Navrátilová  | 6-2, 6-4       |
| 3.  | 17. listopad 1991 | Philadelphia, USA  | koberec | Monika Selešová      | 7-5, 6-1       |
| 4.  | 22. srpen 1993    | Toronto, Kanada    | tvrdý   | Steffi Grafová       | 6-1, 0-6, 6-3  |
| 5.  | 3. listopad 1996  | Chicago, USA       | koberec | Jana Novotná         | 6-4, 3-6, 6-1  |
| 6.  | 12. leden 1997    | Sydney, Austrálie  | tvrdý   | Martina Hingisová    | 6-1, 5-7, 6-1  |
| 7.  | 5. listopad 2000  | Québec, Kanada     | tvrdý   | Chanda Rubinová      | 6-4, 6-2       |
| 8.  | 25. únor 2001     | Oklahoma City, USA | tvrdý   | Monika Selešová      | 6-3, 5-7, 6-2  |
| 9.  | 1. duben 2001     | Miami, USA         | tvrdý   | Venus Williams       | 4-6, 6-1, 7-64 |
| 10. | 13. květen 2001   | Berlín, Německo    | antuka  | Amélie Mauresmová    | 6-4, 2-6, 6-3  |
| 11. | 19. srpen 2001    | Toronto, Kanada    | tvrdý   | Serena Williams      | 6-1, 6-77, 6-3 |
| 12. | 3. březen 2002    | Scottsdale, USA    | tvrdý   | Serena Williams      | 6-4 6-2        |
| 13. | 1. duben 2002     | Miami, USA         | tvrdý   | Serena Williams      | 7-5, 7-64      |
| 14. | 18. srpen 2002    | Montreal, Kanada   | tvrdý   | Amélie Mauresmová    | 6-4, 6-1       |
| 15. | 29. březen 2003   | Miami, Kanada      | tvrdý   | Serena Williams      | 4-6, 6-4, 6-1  |
| 16. | 27. červenec 2003 | Stanford, USA      | tvrdý   | Kim Clijstersová     | 4-6, 6-4, 6-2  |
| 17. | 16. květen 2004   | Řím, Itálie        | antuka  | Amélie Mauresmová    | 3-6, 6-3, 7-66 |

#### Čtyřhry - výhry (1)
| Č. | Datum           | Turnaj      | Povrch | Partnerka       | Soupeřky ve finále                | Výsledek |
| 1. | 12. květen 1991 | Řím, Itálie | antuka | Monika Selešová | Nicole Bradtkeová Elna Reinachová | 7-5, 6-2 |

#### Čtyřhra - prohry (1)
| Č. | Datum             | Turnaj                     | Povrch | Partnerka     | Soupeřky ve finále                   | Výsledek |
| 1. | 21. červenec 2003 | Eastbourne, Velká Británie | tráva  | Magui Sernová | Lisa Raymondová Lindsay Davenportová | 6-3, 6-2 |